# 特琳·汉森
特琳·汉森（丹麥語：Trine Hansen，1973年2月19日—），丹麦女子赛艇运动员。她曾代表丹麦参加1992年和1996年夏季奥林匹克运动会赛艇比赛，其中1996年奥运会获得一枚铜牌。